# Pancy-Courtecon
Pancy-Courtecon ist eine französische Gemeinde mit 56 Einwohnern (Stand 1. Januar 2022) im Département Aisne in der Region Hauts-de-France (vor 2016: Picardie). Sie gehört zum Arrondissement Laon, zum Kanton Villeneuve-sur-Aisne und zum Gemeindeverband Chemin des Dames.

## Geografie
Die Gemeinde Pancy-Courtecon liegt im Höhenzug Chemin des Dames an der Ailette, rund elf Kilometer südöstlich von Laon. Nachbargemeinden von Pancy-Courtecon sind Monthenault im Norden, Chamouille im Nordosten, Cerny-en-Laonnois im Südosten, Vendresse-Beaulne im Süden, Braye-en-Laonnois im Südwesten sowie Colligis-Crandelain im Westen.

## Geschichte
1923 wurden die beiden Gemeinden Pancy und das völlig zerstörte Courtecon zur heutigen Gemeinde Pancy-Courtecon vereinigt.

### Bevölkerungsentwicklung
| Jahr                       | 1962 | 1968 | 1975 | 1982 | 1990 | 1999 | 2006 | 2013 | 2022 |
| Einwohner                  | 64   | 67   | 51   | 59   | 56   | 52   | 46   | 59   | 56   |
| Quellen: Cassini und INSEE |      |      |      |      |      |      |      |      |      |

## Sehenswürdigkeiten
- Kirche Saint-Jean-Baptiste, erbaut im 12. Jahrhundert, Monument historique seit 1921[1]
- Saint-Martin-Gedächtniskapelle des im Ersten Weltkrieges zerstörten Dorfes Courtecon
- Lavoir
- Schloss

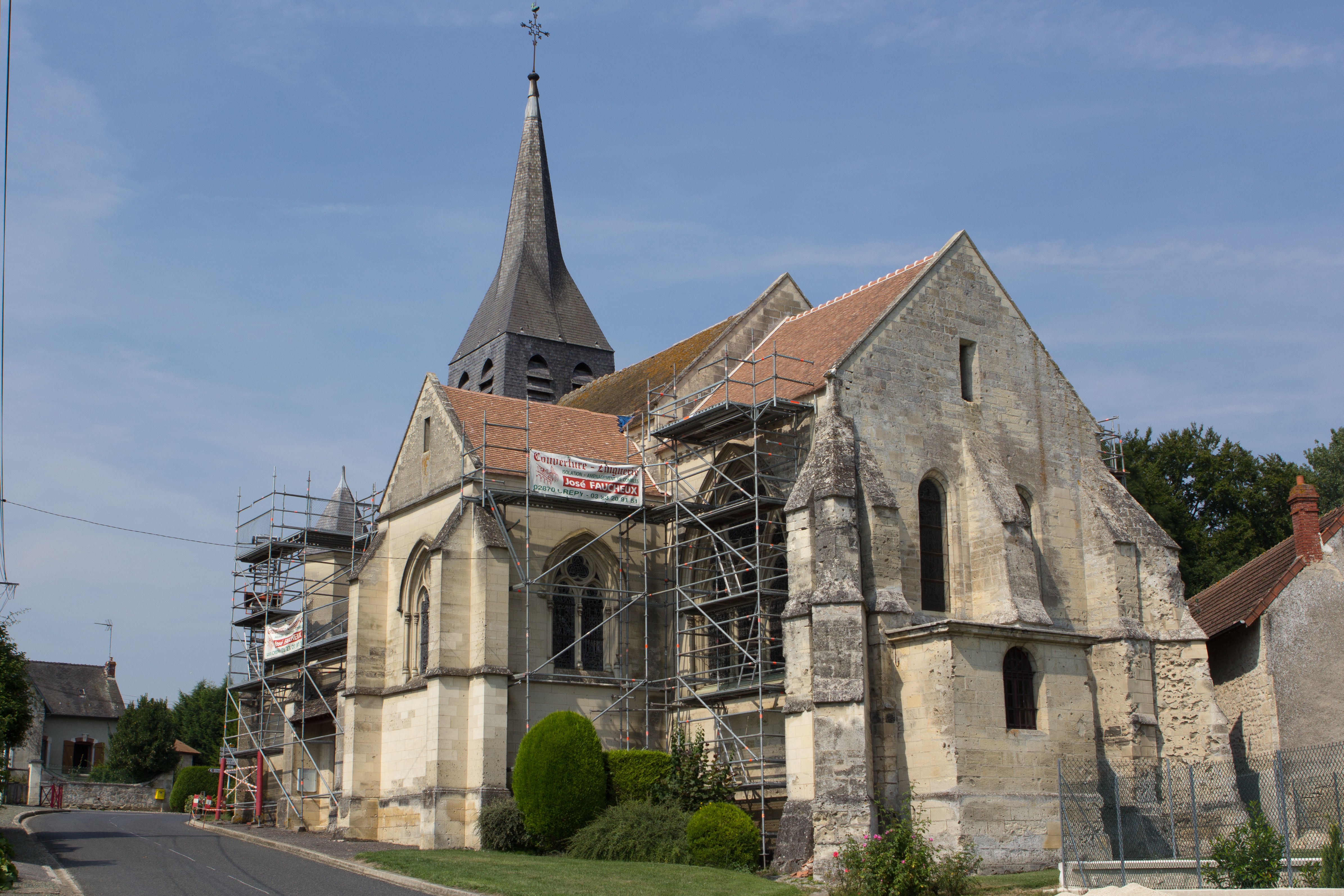
Kirche Saint-Jean-Baptiste
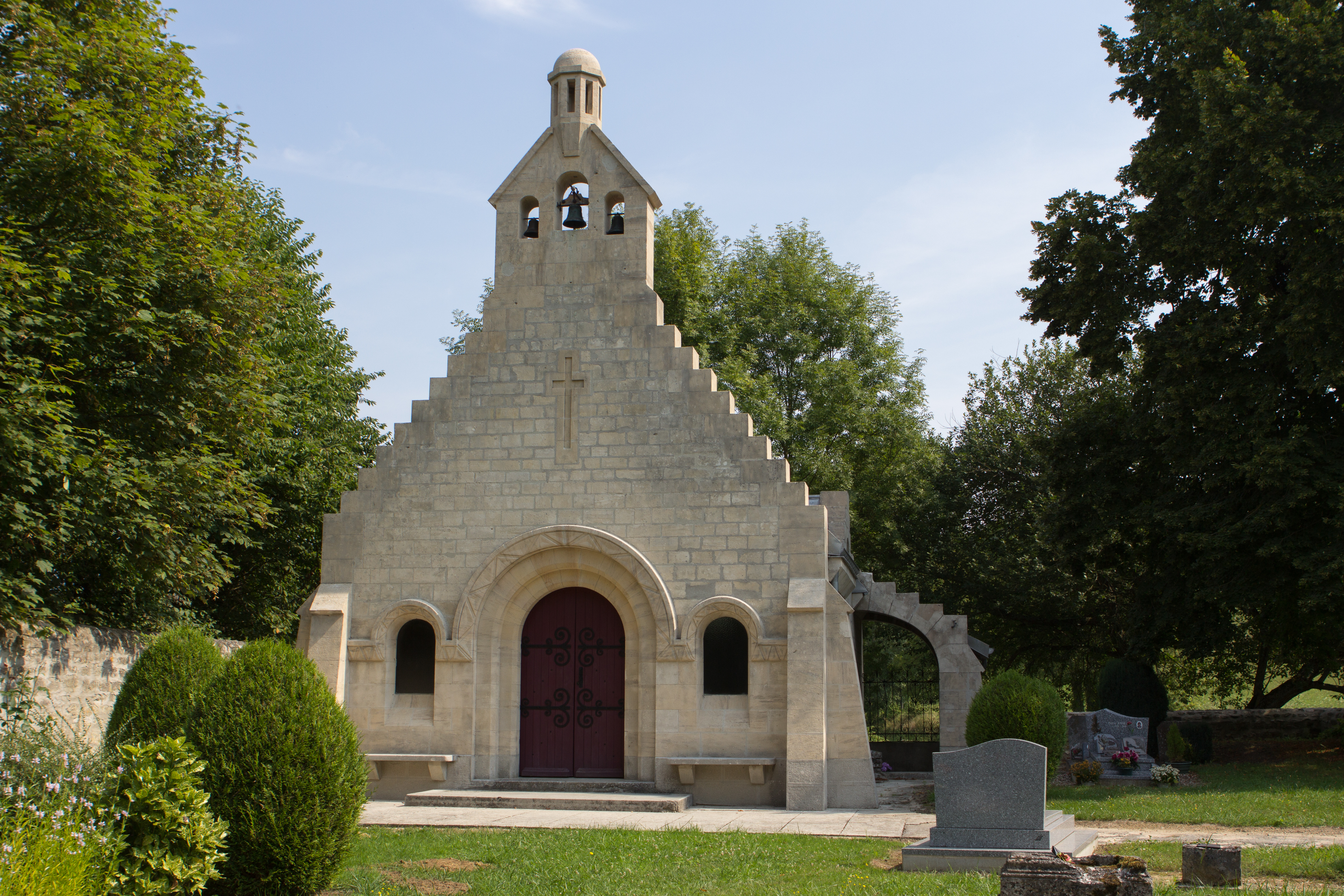
Saint-Martin-Gedächtniskapelle